# Kanton Chambéry-3
Der Kanton Chambéry-3 ist ein französischer Wahlkreis für die Wahl des Départementrats im Département Savoie in der Region Auvergne-Rhône-Alpes. Durch die landesweite Neuordnung der französischen Kantone wurde er 2015 neu geschaffen und umfasst neben einem Teil der Präfektur Chambéry dessen westlich gelegene Vorortgemeinde Cognin. Das Bureau centralisateur befindet sich in Chambéry.

## Gemeinden
Der Kanton besteht aus zwei Gemeinden und Gemeindeteilen mit insgesamt 26.374 Einwohnern (Stand: 2022) auf einer Gesamtfläche von 5,99 km²:
| Gemeinde          | Einwohner 1. Januar 2022 | Fläche km² | Dichte Einw./km² | Code INSEE | Postleitzahl |
| ----------------- | ------------------------ | ---------- | ---------------- | ---------- | ------------ |
| Chambéry          | 19.645                   | 2,69       | 7.303            | 73065      | 73000        |
| Cognin            | 6.729                    | 4,48       | 1.502            | 73087      | 73160        |
| Kanton Chambéry-3 | 26.374                   | 7,17       | 3.678            | 7309       | –            |

1. ↑   Nur der südwestliche Teil der Gemeinde, der Rest verteilt sich auf die Kantone Chambéry-1 und Chambéry-2.

## Politik
| Vertreter im Départementsrat | Vertreter im Départementsrat              | Vertreter im Départementsrat |
| Amtszeit                     | Namen                                     | Partei                       |
| ---------------------------- | ----------------------------------------- | ---------------------------- |
| 2015–2021                    | Christelle Favetta Sieyes Lionel Mithieux | UDI MoDem                    |
| 2021–                        | Christelle Favetta Sieyes Franck Morat    | DVC DVG                      |